# Olympische Sommerspiele 1996/Teilnehmer (Niger)
| Gelbes Symbol für Goldmedaillen mit stilisierten Olympischen Ringen | Graues Symbol für Silbermedaillen mit stilisierten Olympischen Ringen | Braundes Symbol für Bronzemedaillen mit stilisierten Olympischen Ringen |
| ------------------------------------------------------------------- | --------------------------------------------------------------------- | ----------------------------------------------------------------------- |
| —                                                                   | —                                                                     | —                                                                       |

Der Niger nahm bei den Olympischen Sommerspielen 1996 in Atlanta zum siebten Mal an Olympischen Sommerspielen teil. Die Mannschaft bestand aus drei Athleten, zwei Männern und einer Frau. Sie starteten in drei Wettbewerben in der Leichtathletik. Die jüngste Teilnehmerin war Rachida Mahamane mit 14 Jahren und 336 Tagen, der älteste war Abdou Manzo mit 37 Jahren. Manzo wurde die Ehre zuteil, während der Eröffnungsfeier am 19. Juli 1996 die Flagge des Niger in das Olympiastadion zu tragen.

## Teilnehmer
| Name             | Alter | Geschlecht | Sportart       | Resultat(e)                                |
| ---------------- | ----- | ---------- | -------------- | ------------------------------------------ |
| Boureima Kimba   | 28    | männlich   | Leichtathletik | Platz 9 im fünften Vorlauf über 100 Meter  |
| Rachida Mahamane | 14    | weiblich   | Leichtathletik | Platz 16 im ersten Vorlauf über 5000 Meter |
| Abdou Manzo      | 37    | männlich   | Leichtathletik | Platz 85 im Marathon                       |